# Adenia aculeata
Adenia aculeata är en passionsblomsväxtart som först beskrevs av Daniel Oliver, och fick sitt nu gällande namn av Adolf Engler. Adenia aculeata ingår i släktet Adenia och familjen passionsblomsväxter. Inga underarter finns listade i Catalogue of Life.